# Собор Святого Иосифа (Занзибар)
Собор Святого Иосифа (суахили Kanisa kuu la Mtakatifu Yosefu, Zanzibar) — католический собор в Каменном городе.
Здание церкви было построено французскими миссионерами в 1893—1898 гг. Вид собора напоминает Марсельский собор, но намного меньше размером. Его главной архитектурной особенностью являются двойные шпили, подобно шпилям марсельского собора, которые хорошо заметны на панораме Каменного города, их легко заметить как с возвышенностей, так и со стороны океана.
Интерьер собора был расписан сценами из Ветхого Завета, но в 2014 году они были уничтожены из-за плохо проведенной реставрации. Плитка и витражи были завезены из Франции.
Другой заметной приметой собора была старая пальма, произраставшая в маленьком церковном дворе. Однако, и она была срублена в 2000-е гг. Позже на её месте было высажено молодое дерево.
Хотя около 99 % жителей Занзибара — мусульмане, собор регулярно используется местной католической общиной — каждое воскресенье, а иногда и в будние дни проводятся мессы. Количество прихожан-католиков на острове оценивается в 2500 человек.

## Галерея

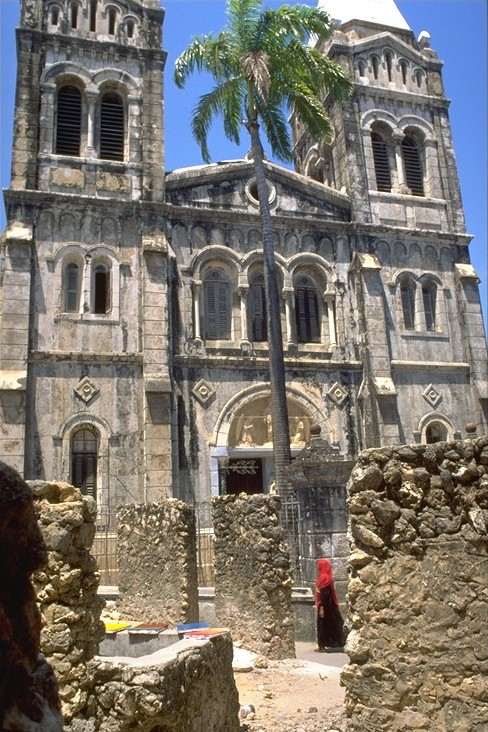
Старая пальма в 1996 году
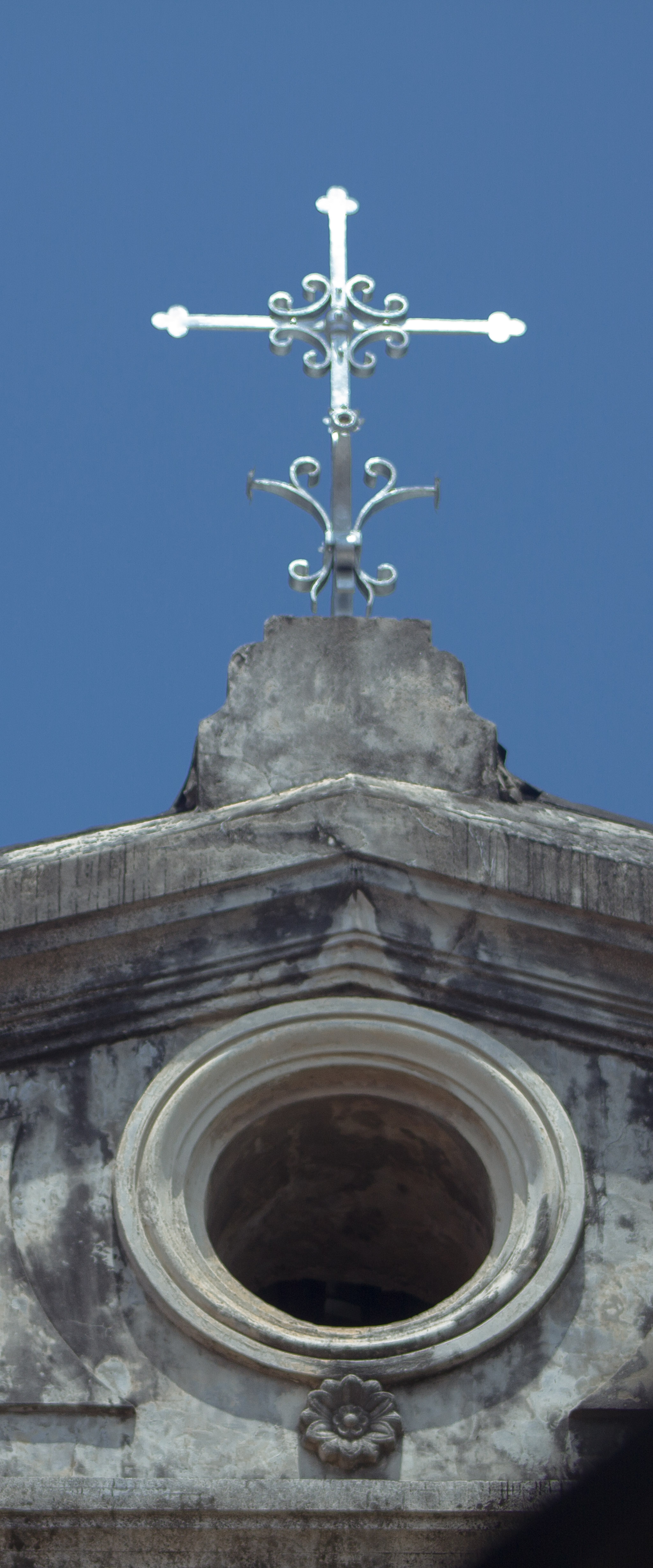
Крест на крыше собора
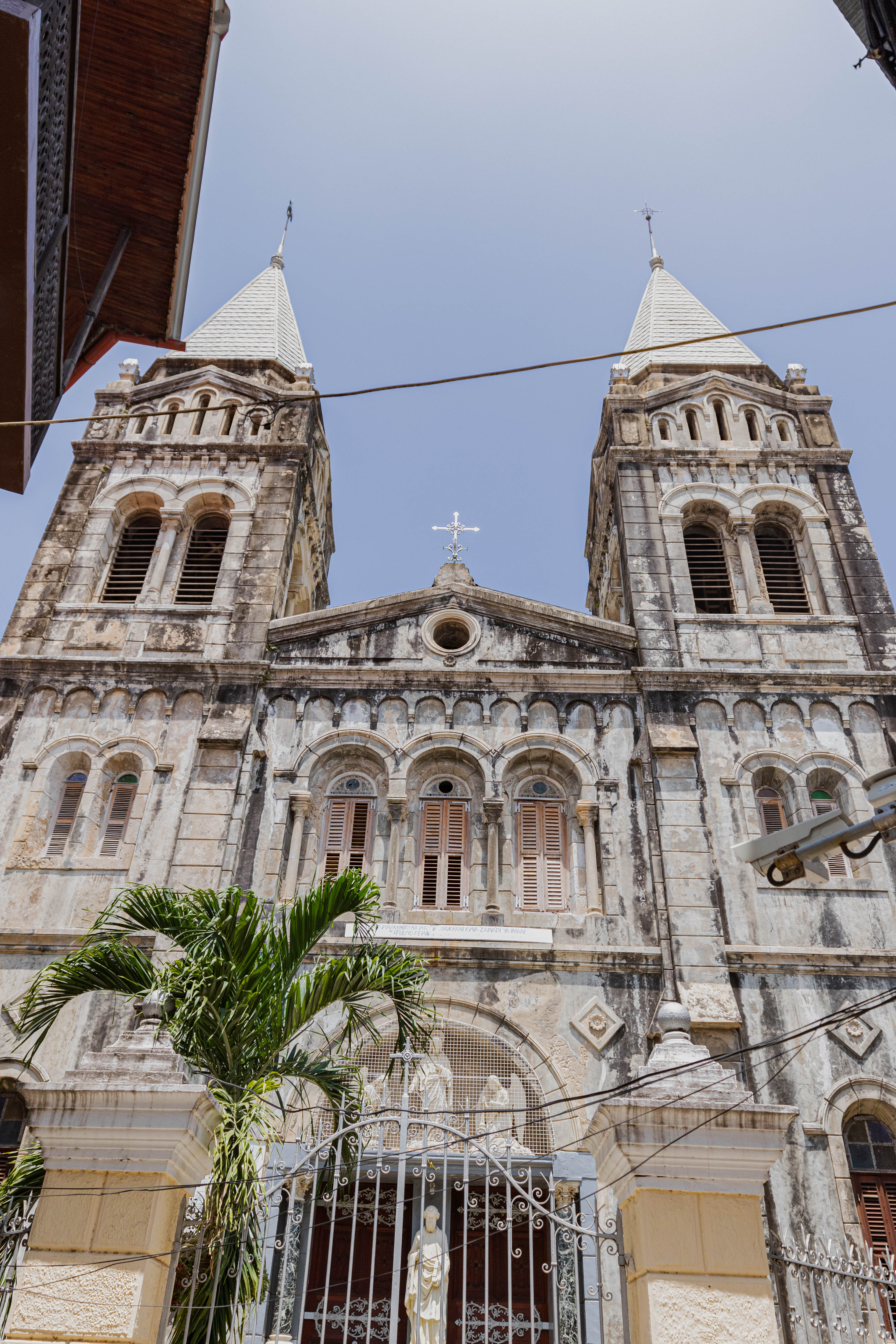
Фасад собора
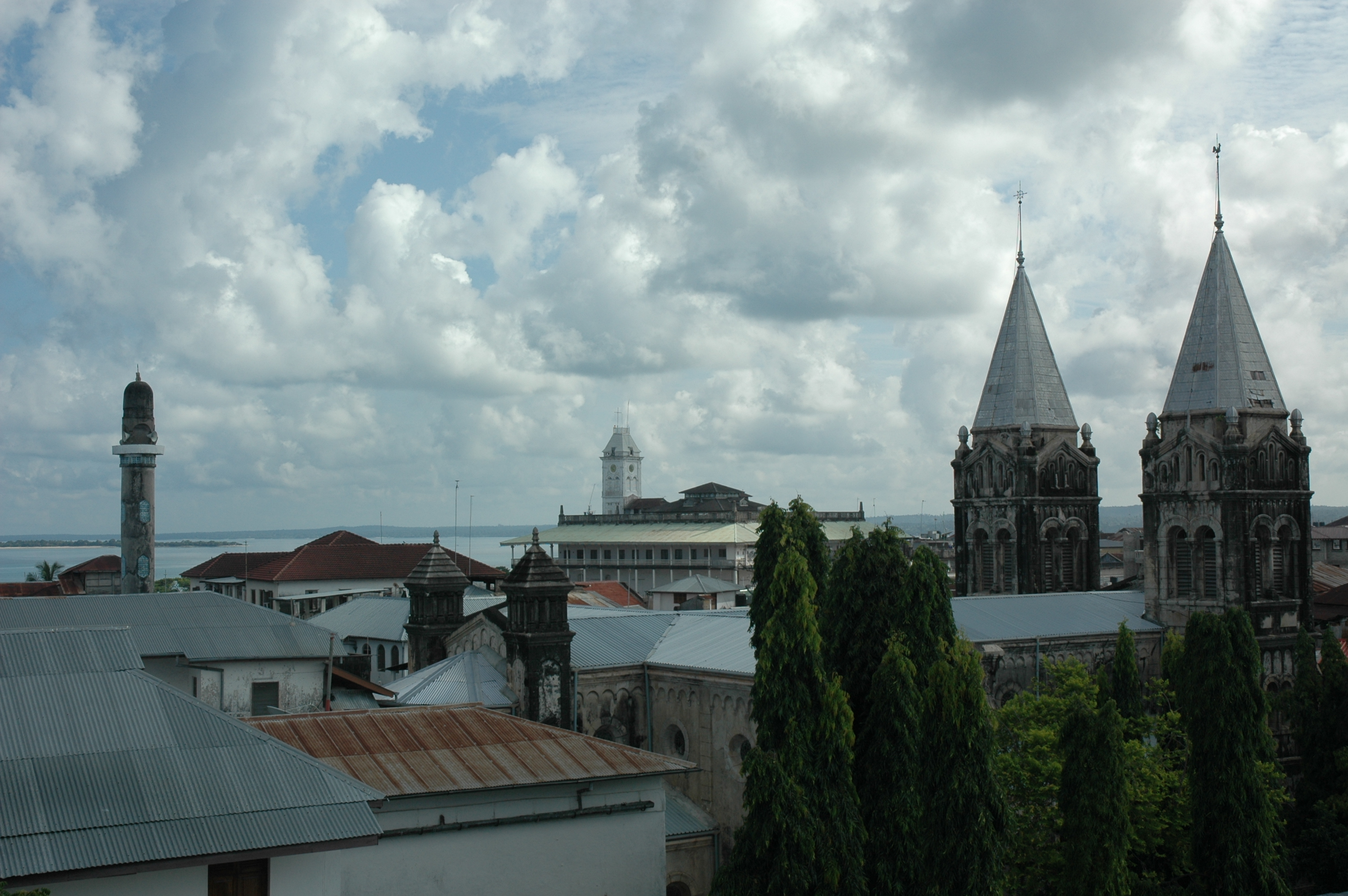
Собор Святого Иосифа в 2009 году